# Georgian Carpen
Georgian Carpen (21 de enero de 1987) es un deportista rumano que compite en lucha grecorromana. Ganó una medalla de plata en el Campeonato Europeo de Lucha de 2012, en la categoría de 66 kg.

## Palmarés internacional
| Campeonato Europeo | Campeonato Europeo | Campeonato Europeo | Campeonato Europeo |
| Año                | Lugar              | Medalla            | Categoría          |
| ------------------ | ------------------ | ------------------ | ------------------ |
| 2012               | Belgrado (Serbia)  | Medalla de plata   | 66 kg              |